# Erichsonius
Az Erichsonius  a rovarok (Insecta) osztályának a bogarak (Coleoptera) rendjéhez, ezen belül a mindenevő bogarak (Polyphaga) alrendjéhez és a holyvafélék (Staphylinidae) családjához tartozó nem.

## Elterjedésük
38 eddig ismert fajuk van. Minden kontinensen előfordulnak. Magyarországon 3 fajuk él.

## Jellemzőik
Apró termetű (4–6 mm), párhuzamos testű bogarak. Fejük olyan széles, mint az előtor; összetett szemeik kicsik. Fonalszerű csápjuk 1. és 2. íze megvastagodott, hozzávetőlegesen egyforma széles, és jóval szélesebb, mint a 3. íz. Előtoruk oldalai párhuzamosak, középvonala sima, ennek két oldalán viszont sűrűn, durván pontozott.

## Életmódjuk
Párás élőhelyeken (vízpartok, láperdők), növényi törmelékek közt élnek. Valószínűleg talajban élő fonálférgekkel táplálkoznak.

## Magyarországon előforduló fajok
Magyarországon három fajuk fordul elő:
Erichsonius signaticornis (Mulsant et Rey, 1853) (=Parerichsonius signaticornis)
Hamuszínű ganajholyva (Erichsonius cinerascens) (Gravenhorst, 1802)
Erichsonius subopacus (Hochhuth, 1851)